# 瑞丽市第三民族中学
瑞丽市第三民族中学简称瑞丽三中，是云南省德宏傣族景颇族自治州瑞丽市的一所完全中学。

## 历史
1987年9月2日，瑞丽县政府决定在原瑞丽白糖厂扩建指挥部开办瑞丽县第三民族中学，招收姐勒乡的高小毕业生入学:597。1989年9月，在瑞丽三中内成立瑞丽县职业中学，实行“一个机构两块牌子”:473。2002年，瑞丽三中与职中脱离，三中迁往现址单独挂牌办学:473。2017年经德宏州教育局批准，开办高中班，升格完全中学:351。

## 资料来源
1. ↑  陈江 主编; 云南省瑞丽市志编纂委员会 编. . 成都: 四川辞书出版社. 1996. ISBN 7-80543-518-9.
2. 1 2  何文忠,杨进才 主编; 云南省瑞丽市地方志编纂委员会 编. . 昆明: 云南人民出版社. 2012. ISBN 978-7-222-10316-0.
3. ↑  杨春征 主编; 瑞丽市史志办公室 编. . 芒市: 德宏民族出版社. 2018. ISBN 978-7-5558-1082-7.